# هوانگ چانگ یی
هوانگ چانگ یی (انگلیسی: Huang Chung-yi؛ زادهٔ ۱۲ october ۱۹۶۷ (۵۷ سال)) بازیکن بیس‌بال اهل تایوان است.
وی در مسابقات کشوری و بین‌المللی در مجموع برندهٔ ۶ مدال نقره، ۲ مدال برنز شده‌است.